# Seeberg

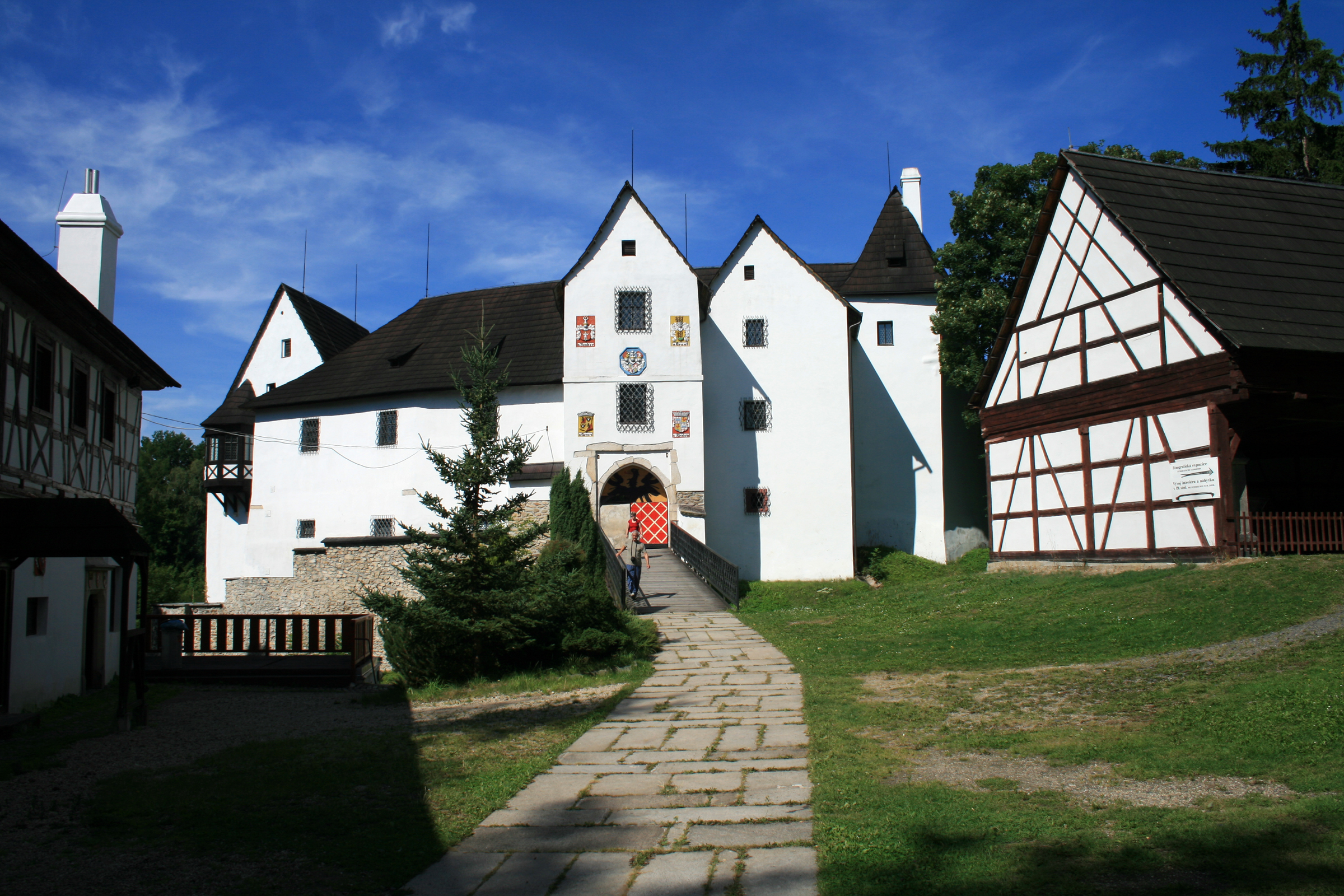
Seeberg

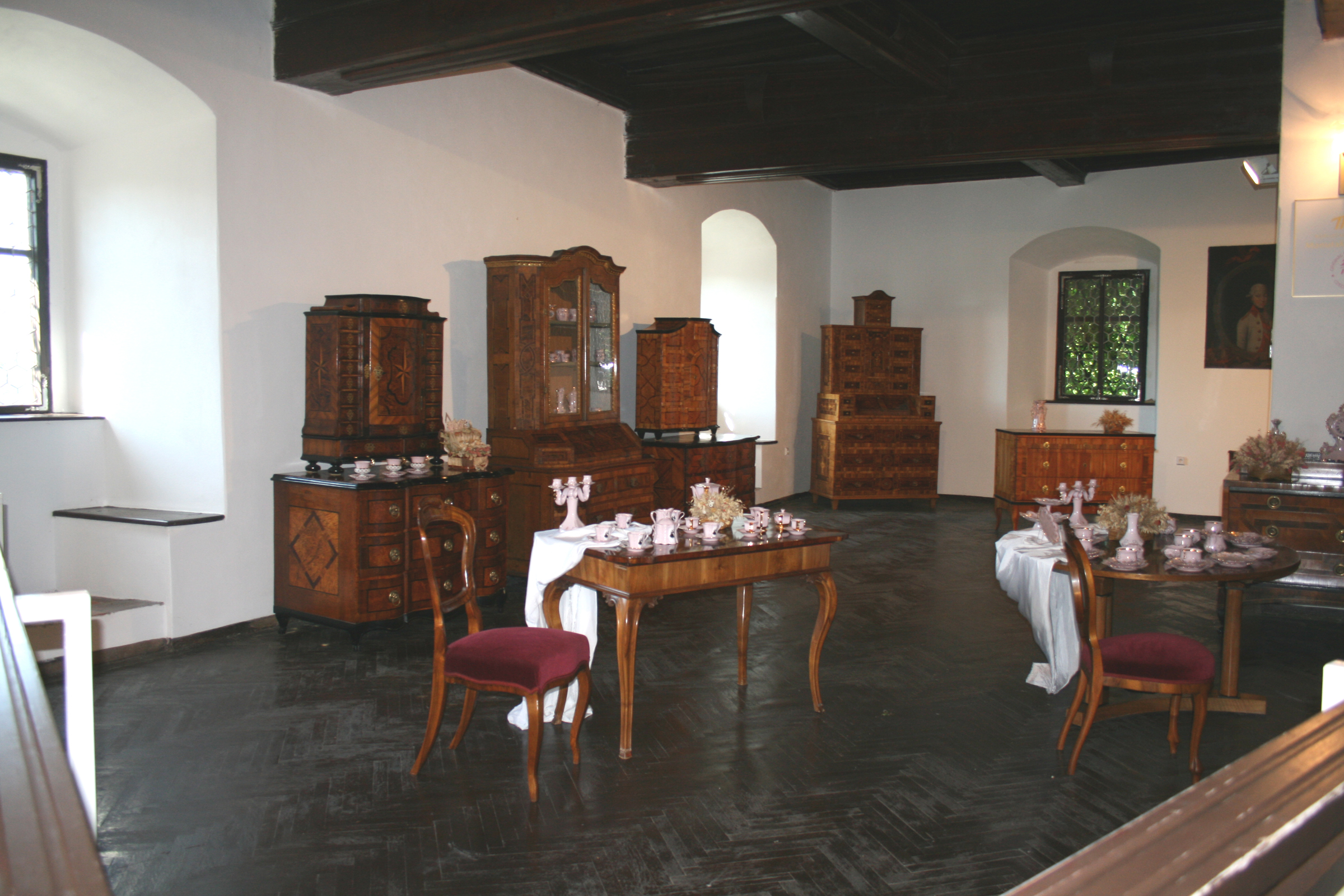
A várkastély bútor- és porcelán-gyűjteménye

Seeberg (csehül Ostroh) Csehországban a Karlovy Vary-i kerület Chebi járásában,  Poustka község Ostroh településrészén fekvő várkastély.

## Története
Történészek feltételezése szerint a 13. század kezdetén építették. Első írásos említése 1322-ből származik. Cheb városa 1434-ig birtokolta, ekkor Luxemburgi Zsigmond a Schlick–családnak adományozta, kiknek tulajdonlása alatt az építmény állaga nagymértékben leromlott. 1461-ben a chebi Juncker Gáspár vásárolta meg, halála után a neubergi Konrád és Jost tulajdonába került, majd az elkövetkező évek háborúskodásai következtében jelentősen megrongálódott. 1648-ban Königsmark generális elfoglalta és felgyújtatta. A felújított vár 1703-ban ismét Cheb város tulajdonába került. 1905 és 1915 között a város felújíttatta. A háborúk által megviselt építményt több évtizedes hányattatás után a Františkovy Lázně-i Városi Múzeum újíttatta fel az 1970-es években, melynek ünnepélyes átadása 1990-ben valósult meg. A várkastély múzeumában 19. századi berendezési tárgyak, üveg- és porcelán-tárgyak kiállítása tekinthető meg. A várkastély egykori gazdasági melléképületeiben található skanzen pedig a 18. századi cseh vidéki életet szemlélteti.

## Fordítás
- Ez a szócikk részben vagy egészben a Seeberg című cseh Wikipédia-szócikk ezen változatának fordításán alapul.  Az eredeti cikk szerkesztőit annak laptörténete sorolja fel. Ez a jelzés csupán a megfogalmazás eredetét és a szerzői jogokat jelzi, nem szolgál a cikkben szereplő információk forrásmegjelöléseként.